# Zuid-Nederlandse evangelievertaling
De  Zuid-Nederlandse  evangelievertaling is de oudste bewaarde Middelnederlandse prozatekst. Het is ook de enige vertaling van de vier afzonderlijke evangeliën van voor 1300. De andere vertalingen van voor 1300 beschrijven het leven van Jezus in de vorm van een evangeliën-harmonie. Er zijn drie volledige handschriften bewaard gebleven die uit de veertiende eeuw dateren. De oorspronkelijke tekst moet echter rond 1200 geschreven zijn. 
Het oudste van deze drie handschriften, geschreven in de periode 1325-1350, is eigendom van de bibliotheek van de Akademii Nauk in Sint-Petersburg. De twee andere bevinden zich in de Koninklijke Bibliotheek van België in Brussel en de Österreichische Nationalbibliothek in Wenen. Alle drie de handschriften waren voordien aanwezig in het Rooklooster in Oudergem en daarna in het Kartuizerklooster van Herne. Een vierde handschrift, ook in de Koninklijke Bibliotheek van België, bevat alleen het Evangelie van Matteus. 

## Kwaliteit en datering van de vertaling
De kwaliteit van de vertaling werd door C.C. de Bruin (1905-1988)  in Middelnederlandse vertalingen van het Nieuwe Testament (1935) als zeer slecht omschreven. Volgens hem beheerste de vertaler zowel de grondtaal (Latijn) als zijn moedertaal onvolledig. Hij baseerde die conclusie op zijn oordeel dat de vertaler ‘op tal van plaatsen het Latijnse Vulgaatwoord onvertaald heeft overgenomen’. De ‘oorzaak van deze hulpeloosheid’  was ‘grotendeels onvoldoende kennis van het Latijn’. Dat leidde tot vertalingen als ‘De ridderen dies rechters, ontfaende Jhesum, vergaderdense doe in pretorio te hem al cohorten ende hem ontcledende gavense hem alomme enen mantel coccineam ...‘ , waarin een aantal Latijnse woorden onvertaald is gebleven. (‘De soldaten van de stadhouder namen Jezus mee en riepen in de ambtswoning alle ambtenaren bijeen. Ze ontkleedden Hem en gaven Hem een scharlaken mantel om.‘)  Dat beeld van een kwalitatief zeer slechte vertaling is lange tijd bepalend geweest. 
De Bruin had in een van zijn laatste publicaties in 1987 ook een chronologie van Nederlandse bijbelvertalingen beschreven. De oudste zou dan het Luikse Leven van Jezus zijn, vervolgens een andere Leven van Jezus-tekst in de zogenaamde  S(tuttgart)-redactie en daarna de Zuid-Nederlandse evangelievertaling. 
De laatste opvatting wordt inmiddels als achterhaald beschouwd. Er is op het vakgebied overeenstemming dat de Zuid-Nederlandse evangelievertaling de oudste vertaling is. Op basis van onder meer vergelijkingen met andere teksten uit de vroege dertiende eeuw als bijvoorbeeld de statuten van de leprozerie van Gent (1236) wordt de oorspronkelijke tekst van de vertaling nu rond 1200 gedateerd. De vergelijking is gebaseerd op elementen die duidelijk maken dat men in de vroege dertiende eeuw Latijn op een wat andere wijze vertaalde. Passiefvormen worden actief, het participium praesens wordt vaak een bijvoeglijk naamwoord, losse ablatieven worden in een bijzin omgezet. 
Met hulp van deze Zuid-Nederlandse evangelievertaling werden perikoopboeken samengesteld en een Latijnse evangelieharmonie vertaald. De oudste van die harmonieteksten is de S-redactie, die naderhand bewerkt is tot het Luikse Leven van Jezus.  
Ook over de kwaliteit van de vertaling wordt meer genuanceerd gedacht. De vertaling was bedoeld voor geestelijken die het Latijn beheersten. Zij moesten in de mis de evangelieperikoop in het Latijn lezen, maar het verhaal vervolgens in de preek in de volkstaal aan de aanwezigen vertellen. Daarbij moesten een aantal -- soms moeilijk uit te leggen -- begrippen in begrijpelijke (volks)taal verduidelijkt worden. Het is aannemelijk dat deze vertaling niet zozeer bedoeld was als een zelfstandige tekst maar als een hulpmiddel en steun bij het hanteren van de Vulgaat. De vertaling was primair voor intern gebruik en voor een beperkte doelgroep bedoeld en zeker niet voor  verspreiding naar buiten die doelgroep. Binnen die context is het begrijpelijk dat een aantal Latijnse woorden onvertaald wordt gelaten. De gebruiker van de vertaling begreep die en kon die op zijn eigen wijze tijdens een preek in de volkstaal omzetten. In het oudste handschrift van deze vertaling uit Sint-Petersburg is ook de kapittelindeling en -nummering van de Vulgaat vermeld.
Jacob van Liesvelt drukte nog in 1522 deze vertaling in vier afzonderlijke delen. 
* De eerste editie van de Vorstermanbijbel uit 1528 werd gepresenteerd als een nieuwe geautoriseerde rechtzinnige katholieke Bijbelvertaling. Deze editie bevatte feitelijk echter nogal wat eerder gepubliceerd Middelnederlands materiaal uit het tijdperk van voor de Reformatie als ook veel uit reformatorische kringen. In latere edities waren al essentiële reformatorische passages verdwenen en sloot het aanzienlijk meer aan op de tekst van de Vulgaat.  